# Epione franziscaria
Epione franziscaria là một loài bướm đêm trong họ Geometridae.